# Boswederik
De boswederik (Lysimachia nemorum) is een vaste plant van natte tot vrij vochtige, matig voedselrijke grond in loofbossen en langs beekjes. De plant komt van nature voor in West- en Midden-Europa, de Azoren en de Faeröer. De 23e druk van de Heukels (2005) plaatst dit geslacht in de sleutelbloemfamilie (Primulaceae). Merk op dat moderne taxonomen het geslacht vaak plaatsen in de familie Myrsinaceae, een familie die in de tropen verbreid is.
De plant wordt 10–45 cm hoog. De enigszins vierkantige stengels zijn kruipend of aan de top opstijgend en wortelen op de knopen. De spitse, 2–3 cm lange bladeren zijn eirond en hebben geen klierpuntjes.
De boswederik bloeit van mei tot augustus met gele, 1-1,5 cm grote, alleenstaande bloemen op draadvormige bloemstelen. De kelkslippen zijn lijn-priemvormig. De meeldraden zijn niet met elkaar vergroeid.
De vrucht is een doosvrucht met een centrale zaaddrager.

## Plantengemeenschap
De boswederik is een kensoort in het essenbronbos.

### Namen in andere talen
De namen in andere talen kunnen vaak eenvoudig worden opgezocht met de interwiki-links.
- Duits: Hain-Gilbweiderich
- Engels: Yellow pimpernel
- Frans: Lysimaque des bois